# Beau-James Wells
Pour les articles homonymes, voir Wells.
Beau-James Wells (né le 17 novembre 1995 à Dunedin) est un skieur acrobatique néo-zélandais.
Il devient porte-drapeau olympique lors des Jeux olympiques de 2018.